# Пуно сапричешће
Пуно сапричешће, евхаристијско или литургијско општење је могућност заједничког учешћа у причешћу и литургији. У различитим хришћанским конфесијама овај израз се користи у различитим значењима. По значењу му је близак израз интеркомунион — могућност заједничког причешћа представника различитих конфесија.

## Православље
Према Светом писму, Исус Христос је основа само једну Цркву:
…сазидаћу Цркву своју, и врата пакла неће је надвладати.— Мт. 16:18

Неколико мјеста у Светом писму, према православним богословима, указују на то да је Црква првобитно имала разгранато јерархијско устројство:
И Он даде једне као апостоле, а друге као пророке, једне као јеванђелисте, а друге као пастире и учитеље, за усавршавање светих у дјелу служења, за сазидање тијела Христова; док не достигнемо сви у јединство вјере…— Еф. 4:11—13
Врхунац хришћанског богослужења и главна везивна карика је причешће. Ко не учествује у „општој Чаши”, тај је „страни”, чак и ако себе назива хришћанином. Бити члан Цркве значи учествовати у причешћу. Црква и јесте „стална, непрекидна причесна коинонија (заједнице)”.
Већ у апостолско вријеме међу хришћанима су се јављале тешке несугласице (јереси), нарушавање правила (расколи) и изопштавање од причешћа за било какав гријех, а све то је захтијевало одређивање „границе цркве”. До васељенских сабора, осим Јерусалима, подигли су се и други центри црквеног живота: Рим, Константинопољ, Александрија, Антиохија, Иберија, Јерменија, Етиопија и други. У том смислу, пуно сапричешће је почело означавати признавање истиности једне помјесне цркве другој.
У православној еклисиологији пуно сапричешће између аутокефалних православних цркава показује њихову припадност једној васељенској православној цркви. Пошто су аутокефална цркве (као и аутономне и оне са другим видовима самоуправе) административно, економски, правно независне, једини јасан знак јединства православних црква је присуство пуног сапричешћа међу њима. Исто важи и за јединство између епархија и, на још нижем нивоу, између парохија.
У световним изворима, израз „пуно сапричешће” често се односи на „признавање” једне цркве другој. Ипак, у овом случају не постоји причесно, него „канонско општење”, међусобно признати свештених јерархија. Једна црква може да не признаје другу (њену организацију, јерархију или остало) и да у исто вријеме буде у пуном сапричешћу с њом, признајући је као дио Васељенске цркве.  На примјер, Константинопољска патријаршија не признаје аутокефалност Православне цркве у Америци (сматра је и даље самоуправном црквом Московске патријаршије), али је истовремено у пуном сапричешћу с њом.
Православне цркве изван општења са васељенским православљем, са становишта васељенског православља, сматрају се расколничким које су изван Православне цркве. Такве организације често образују удружења паралелна васељенском православљу, обично се удружују у групе које међусобно имају пуно сапричешће, међусобно се признају и мање-више блиско сарађују. Такве су на примјер старообредне и старокалендарске јурисдикције.
Православна цркве не признају било какве међуоблике пуног сапричешћа са другим заједница: оно или постоји или не.

## Католицизам
Римокатоличка црква прави разлику између потпуног и дјелимичног сапричешћа. Она је у пуном сапричешћу са источним католичким црквама.
Што се тиче осталих хришћанских цркава, укључујући и Православну, Римокатоличка црква је с њима у дјелимичном сапричешћу. Катекизам Католичке цркве каже: „Црква зна да је из више разлога повезана с онима који су крштени те се диче хришћанским именом, али не исповиједају цјеловиту вјеру или не држе јединство заједништва под Петровим насљедником.” „Они наиме који вјерују у Христа и на прави су начин крштени, налазе се у неком, иако не савршеном, заједништву с Католичком црквом.” С Православним црквама то је заједништво тако дубоко „те му недостаје сасвим мало да досегне пунину која би омогућила заједничко славље Господњег причешћа.”
При томе се православци посебно издвајају од Католичке цркве. Декретом о екуменизму Другог ватиканског сабора, православни се позивају да се причесте: „Будући пак да оне Цркве, мада растављене, имају праве сакраменте а углавном, и то снагом апостолског насљеђа, свештенство и причешће, којима су с нама још повезане најтјешњом везом, не само да је могућа него се и препоручује нека -communicatio in sacris-, ако су околности погодне и ако одобри црквена власт.”